# ガン×クローバー
『ガン×クローバー』は、原作：山口ミコト、作画：D.Pによる日本の漫画作品。『月刊ドラゴンエイジ』（KADOKAWA 富士見書房）にて、2012年5月号から2017年12月号まで連載。

## あらすじ
特殊警護を要する要人の子弟とその護衛が通う、特殊な学校・三門高等学校（三門高校）。そこの生徒兼傭兵である早間守人は、転校してきた少女・奈々世一葉の護衛を命じられるが、転校初日に現れたのは、奈々世「二葉」だった。実は一葉は多重人格の持ち主で、「二葉」は一葉を守るために作られた人格だった。次々と出現する一葉の「別人格」と特殊能力を付け狙う刺客から、護衛を任された守人は一葉を守りきることができるのか?

## 登場人物

### 主要人物
早間 守人（はやま もりと）
男性。身長が低く小柄な少年の風貌だが、実は世界で13人しかいない「教官ランク」 （No.4)の保持者。三門高校の生徒に扮しており、同じクラスのヒバナやミズキたちに対しては「傭兵ランクなしの新人」で通している。その風貌ゆえに、背が低いことを気にかけており、そのことに触れられると激高する。
転校してきた一葉の専属護衛に任命される。
年齢は不明だが、ロリコンではない（＝奈々世をはじめとする年下には興味がない）と公言している。
戦場で孤独と戦っていたころ、かつての師匠であるサユリ＝ヒグチに拾われ、戦う術を学んだ。そして3年前までサユリの行動を見張る目的で行動を共にしたが、少年兵に対する洗脳を目の当たりにし彼女と死闘を繰り広げた。
マスターランクの中では古株に属し、長年に渡って戦線で活躍しているため、強靭な体力と生命力を兼ね備え、縄抜けや潜入作戦の際に習得した声帯模写やなどの能力も身に付けている。
奈々世 一葉（ななせ ことのは）
当クラスへ転校してきた少女。身を守るため7つの人格をもつ多重人格者。赤毛のロングヘアにツインテールというヘアスタイルで、胸元には一葉の能力を利用しようとした者たちによって、人格を識別するための特殊なタトゥーが刻まれている。
8年前に覚醒した「言語墓場（ランゲージ・グレイブ）」により心が壊れ、別の人格が現れることとなる。その能力の存在により高額賞金を懸けられ、刺客から狙われている身である。
他の人格と記憶を共有できないため、知ったかぶりのわりに世間知らずな行動を起こしている。
奈々世 二葉（ななせ ふたば）
一葉を守るために現れる奈々世の人格の一つ。黒髪のストレートのロングヘアで、眼鏡を着用している。
他人を信用しない性格で戦闘能力はあり、拳銃を用いた戦い方を行う。だが人を殺めることはできない。全人格中、手先を1番器用に扱うことができ守人が重傷を負った際には手術を行った。
奈々世 三葉（ななせ みつば）
奈々世が完全に追い詰められたとき、人を殺すために現れる奈々世の人格の一つ。銀髪で頭頂部にアホ毛が3本生えている。
狂戦士（バーサーカー）の異名を持っており、当初は敵や味方の識別ができず、本能に従って行動していたが守人によって組伏せられた。それからは守人の指示で援護できるようになっている。
奈々世 四葉（ななせ よつば）
奈々世の全人格で唯一、一葉へ接触ができる奈々世の人格の一つ。栗毛で、花の髪留めにツインテールというヘアスタイル。
知能指数が180を超える才女で、英語のみならずドイツ語やフランス語など、5ヶ国以上の言語が話せる。それだけでなく専門医級の医療知識も持つ。
奈々世 五葉（ななせ いつは）
奈々世の人格の一つ。吊り目で、栗毛で後頭部を鈴付きの髪留めで結うヘアスタイル。
武術に長けていることから、拳で語った者しか信用しない男勝りな性格。守人を婿ではなく、嫁にすると言っているため人格としての性別は男性の可能性がある。
奈々世 六葉（ななせ むつは）
奈々世の人格の一つ。
一葉にとって都合の悪いこと記憶を消すことができる人格。
奈々世 七葉（ななせ なのは）
奈々世の人格の一つ。無表情で十二単風（または緋袴風）の和服を身にまとう。普段は他人格との接触を嫌いほとんど「眠って」いる状態。
一葉を苦しめる全てのものを消滅させることしか考えない冷酷無情な性格で、奈々世以外の人間を「肉塊」という概念しか持たない。一葉が一度解読した死語を再度閲覧し発動する「既読能力」を持つ。

### 三門高等学校

#### 2年B組
才賀 ヒバナ（さいが ヒバナ）
当クラスの護衛班長。傭兵ランクはA。
史上最年少でランクAへ上りつめた、ミズキの姉。ロングヘアにポニーテールというヘアスタイルで、巨乳と形容されるほどのスタイルを持つ。
守人（新人傭兵として）に一途な思いを抱き、彼のためなら色仕掛などもいとわない性格。また、高性能の機関銃をひとたび手にすると、無我夢中で撃ちまくる癖がある。林間学校で負傷した際はリハビリのため、護衛任務を一時離脱していた。
才賀 ミズキ（さいが ミズキ）
当クラスの護衛班。傭兵ランクはA。姉のヒバナとは対照的に、ボブカットで貧乳。
姉と同じくして、史上最年少でランクAへ上りつめた。好みのタイプは「私より強い男」だが、守人（新人傭兵として）のようなタイプは苦手ではない。
テヨトロ族族長の保護指令では、アメリカ行きの機内で守人たちと偶然遭遇、任務遂行後の休暇を利用して、同行することとなる。おじいちゃん子であったため、テヨトロ族の長とはすぐに打ち解けている。そして、テヨトロ族長の死の間際に「おっぱいを揉ませて欲しい」という望みを、胸の小ささを交えながらも友として受け入れている。
アレックス＝ヴァレンタイン＝ウィラージュニア
エンファ、シュイラン

町場 ツクリ（まちば ツクリ）
当クラスの委員長。関西弁を話す。フレンドリーで気さくな性格の少女。
念力でスプーンを曲げるといった特殊能力を持つ。当初は、先述の能力を持つことなどから他人と関わらない生き方をしようと模索していたが、それでも学校に通いたいという思いから、特殊な生徒を受け入れる三門高校への入学を決意した経緯を持つ。
ソルテ＝テヨトロ
唐沢 スミス（からさわ すみす）
当校のおける「カラス」の別名。ソルテの専属護衛として転入した。
マスターモリトと同じく「傭兵ランクなしの新人」で通している。
ミルダ＝アムラン
ジゼル（詳細後述）の妹。姉と同じく、ブロンドに縦巻きカールがトレードマーク。傭兵ランクはB。テヨトロ族族長の保護指令により先行で派遣されていた部隊の一員にして最後の生き残り。フランス出身。
強靭な体力と精神力を兼ね備えるが「天才」だが、マスターモリトに首輪を付けて下僕にさせるなどの「変態」でもある。さらには、ナルシストや（解釈が異なる）ツンデレ、シスコンといった「変人」的要素も持つ。テヨトロ族の族長の保護指令終結後は、飛び級で三門高校に護衛班として転入した。
エレーナ
本名はエレオノーラ。当クラスの担任。傭兵ランクはS。守人教官（マスターモリト）の元・門下生。次期マスターランク候補。
マスターモリトの門下生の中では、実力としてトップクラスを誇る。
「冷血の女帝」の異名を持つ。

#### その他生徒
ジゼル＝アムラン
2年A組の護衛班長。ブロンドに縦巻きカールがトレードマークの少女。傭兵ランクはB。フランス出身。
林間学校での護衛総隊長に任命される。 高飛車な性格だが、3つ離れた妹・ミルダ（後述）が傭兵ランクで先を越される不安などの葛藤と戦っていた。しかし、マスターモリトからの「余計なプライドは考えない」という主旨の助言を受けてからは、自身のプライドを持って戦線に挑むようになる。
母・ジャンヌ（後述）に似て、マスターモリトの強さに一目惚れし、唐突に「遺伝子を残したい」と彼にプロポーズするなど猪突猛進な一面も持つ。
テヨトロ族族長の保護指令では、マスターモリト単独で派遣されるところを、家族思いなところから勢いで同行することになる。
キリル＝イエガレフ
2年C組の護衛班長。傭兵ランクはA。ロシア出身。
林間学校での護衛班の一人。ロシア人ゆえにウォッカが好物と「高校生」らしからぬ行為が目立つ。
後方待機を命ぜられていた守人（新人傭兵として）の考えに異議を唱えていた。
デボラ＝アルマーニ
2年D組の護衛班長。傭兵ランクはD。イタリア出身。
林間学校での護衛班の一人。マイペースな性格。
ゴンザレス
2年E組の護衛班長。傭兵ランクはC。南米出身。
林間学校での護衛班の一人。長身で褐色肌、マッチョな体つき。

#### 学校関係者
アン＝シムーナ
傭兵ランクはマスタークラスNo.3。
元々傭兵として任務に就いていたが、足を悪化させたため、引退しようとしたがタオファンが後を継ぐことを拒んだため、引退できない状態。現在は彼女による車椅子での介助を受けながら、同校の校長を務めている。
サカリー＝マサカド（後述）の元妻で、別れた理由はタブーとされている。
ジン＝タオファン
アンの専属執事にして同伴者。傭兵ランクはS。
冷静沈着な性格。
ザビーネ＝ハンマーシュミット
傭兵ランクはS。金髪のロングヘアで、高感度のレンズが埋め込まれた右目は眼帯で覆っている。マスターモリトの元・門下生。
戦線がこう着している間に、傭兵ランクBの小隊を率いて、彼に無断で奈々世を付け狙っていたが、事態が発覚してからは、戒めとしてランクDに降格される（一時期）。
その後は同高校で、助手とともに用務員のバイトをしている。
「戦場の商売人」の異名を持つ。
トーラ
傭兵ランクはC（C固定から解除）。
一葉を拉致した、元「レッドキャップス」の秘書兼参謀。
生まれつき視力が弱く、師匠であるサーリムに育てられ、同時に「E.L.S（反響定位技能）」能力を身に付けた。5年前の傭兵格付け試験で、当時、試験官長を務めたマスターモリトの発言に対する恨みを晴らすため、彼の撲殺を目論んでいたが、「鬼教官モード」となった彼の前で力尽き、彼から発言の真実を告げられて改心する。
その後は同校で、保健医に就く。
「静かなる黒豹」の異名を持つ。
ダイゴ＝ヒロミ
元アメリカ国境警備局所属。傭兵ランクはS。マスターモリトの元・門下生。
戦闘術に長けており、駐屯地の職員と相対していた五葉らを瞬殺するほどである。
元々は男だったが、溺愛するマスターモリトの「大人の女が好み」という言葉に影響し、女へ性転換した。
テヨトロ族族長の保護指令にて戦車を盗んだことが発覚し、懲戒免職となるが、その受け皿として、同校の2年A組のクラス担任に就く。
マリリン＝ヤザワ
同校の新人教師。傭兵ランクはA。
第25話のマスターランク十三人会議で受付を担当した。
キーラ＝イエガノフ
同校の教師。傭兵ランクはA。
マリリンと同じくして、マスターランク十三人会議で受付を担当した。

### 子供部屋（チャイルド・ルーム）

#### マスターランク
サユリ＝ヒグチ
一見して小柄な少女の風貌だが、マスターモリトへ戦う術を教えた師匠。
3年前に戦災孤児や少年兵に対し、マインドコントロールを施し、従順な兵士を作り上げ、「遊び」で戦争を勃発させる実験行為を繰り返した張本人。
両手には物質を無限に収納できる空間とを繋ぐ死語が刻まれており、そのうち右手は、死語の実験に成功した少年の手が移植されている（別称：四次元の手）。
アレックス＝ヴァレンタイン＝ウィラージュニア
傭兵ランクはマスタークラスNo.5。アメリカ出身。
三門高校在籍時に2年B組の生徒が増えたことにより、増員された護衛班の一人。23歳にてマスターランクへ上りつめた。外見上は金髪で長身、そして美形だが、実は「子供部屋」の協力者の一人で、内心は冷酷かつ残忍、奈々世の人格の一つで七葉を呼び起そうと狙っていた。
エンファ、シュイラン
アレックスの部下。傭兵ランクはA。エンファは黒髪のロングヘアで巨乳、シュイランは黒髪のボブカットで貧乳。
かつて、「子供部屋」のDクラス（人殺しを養成）に所属していた傭兵。過去にマスターモリトがその施設を消滅させ、2人を救出したことから、彼を命の恩人とあがめるようになった。その後、奈々世を精神的に追い詰めたアレックスから寝返り、対峙することとなるが、それ以降、行方は不明である。
マルファス＝マモン
傭兵ランクはマスタークラスNo.7。通称「カラス」。
何の信念も持たずに、自ら目的・欲求のために戦場に立つため、寝返ることも多々あることから「最も傭兵らしい傭兵」と評される。また、特殊能力として自身の眼で相手の容姿や声などを瞬時に記憶し、他人に完璧になりすますことのできる完全擬態能力を身に付けている。
あくまで「子供部屋」には潜入目的で「属している」ことから、寝返ったわけではない。マスターモリトと再会してからは、先述の考えが合致し、テヨトロ語の暴走阻止に尽力する。
趣味は宝石収集で、ソルテが身に付けていた「テヨトロの秘石」を標的にしていることから、テヨトロ族族長の保護指令終結後は、「唐沢スミス」名義で、ソルテの専属護衛として三門高校に転入した。
チコ＝ドラゴン
マスターランクNo.8。
サングラスをかけており、左首に炎をかたどった入れ墨がある。
ゾル＝ホワイト
マスターランクNo.10。
マスターモリトから目の敵にされている。
サイモン＝バイロ
元数学者。マスターランクNo.11。
外見上は紳士的だが、本性は不明。
ブラト＝ヒョードル
マスターランクNo.12。
顔面にX状の傷痕がある巨漢。
体型の割に小さい物好きで、第25話で再会したマスターモリトに対して、頬ずりしながら接していたほど。
シース
マスターランクNo.13。
マントとフードを深くかぶり、顔面も包帯で覆われており、素性は不明。

#### その他人物
バスタ大佐
テヨトロ族のせん滅の陣頭指揮を執る指揮官。傭兵ランクはS。
薄汚い作戦を平然とする冷酷でサディストな性格に加え、自ら公言するほどのロリコンである。外見からして、知識に富みながら戦闘能力は皆無と見られるが、鋼の肉体を持つほど戦闘能力にも長けている。しかし、ミルダによるマスターモリトのヘッドバット攻撃によりノックダウン。その後、イリアにより射殺された。
イリア
アミナの姉。
一部隊のリーダーを務める。大人の都合による生死の決め方に疑問を呈し、自らの意志で生死を決めると誓う。
「カラス」の紹介により、マスターモリトと再会した時点で、正規軍の介入により部隊は全滅。自ら死語の人体実験を志願し、98種類の死語が体に刻み込まれている。
アミナ
イリアの妹。
虚弱な体質ゆえに戦闘には不適応だが、役立たずにはなりたくないと、将来は「先生になりたい。」がために、日夜勉強に励んでいた。
しかし、姉の手により、自身の体に爆薬を埋め込む「人間爆弾」として作り上げられ、敵の弾薬庫で自爆・絶命する。

### アムラン家
ガストン＝アムラン
ジャンヌの夫にして、ジゼル・ミルダ姉妹の父。マスターモリトの元・戦友。傭兵ランクはS。
マスターモリトへの派遣要請の際、娘たちを間違った育て方をしてしまったことに対して後悔の念を抱かせる。そのため、妻からは「娘たちから血も涙もない人間に思われる。」と指摘された。
母（アリエ）とのランク昇格を賭けた戦いでは120戦全戦全敗を喫し、妻に先を越され昇格を逃してしまう。
ジャンヌ＝アムラン
ガストンの妻にして、ジゼル・ミルダ姉妹の母。傭兵ランクはS（のちにマスターランクNo.6）。
普段から笑みを絶やさないが、私情に言葉を濁そうとした夫に対してツッコミをくらわせるなど、怖い一面を持つ。
母（アリエ）とのランク昇格を賭けた戦いに勝ち、マスターランクに昇格した。

### テヨトロ族
テヨトロ族の長（本名不詳）
「テヨトロ語」最後の継承者（自称）。背丈が小柄の老人。
「子供部屋」の侵攻で窮地に立たされていることにより、「テヨトロ語」の放棄を考えている。テヨトロ族は森から出ることを禁じられていることから、外の世界＝日本への保護を望むほど日本文化に興味を持ち、50年間かけて収集した漫画や人形などをコレクションにしている。その関係で肉親以外に友達はおらず、おじいちゃん子であるミズキを初めての友達として受け入れる。
極度のスケベで、許しを乞う名目で女の尻などを触りたがる。
高齢であることから戦いを望まず、暴走するバスタに対し、土下座で戦いをやめるよう懇願するが、銃撃を受けてしまう。そして、死を覚悟したとき、「おっぱいを触りたい」というかねてからの望みをミズキが受け入れ、「貧乳はステータス」などの言葉を遺し、息を引き取った。
ソルテ
テヨトロ族の長の孫娘。テヨトロ族の次期族長にして「テヨトロ語」の次期継承者（自称）。
7年前に病死した父からその信念を受け継ぎ、テヨトロ族の将来を託される。祖父とは対照的に「子供部屋」との交戦を誓い「テヨトロ語」の存続を考えている（しかし、実際は書き方を教わっていない）。以上のこともあり、マスターモリトの助言を無視したり、「大きな力」を駆使して「子供部屋」と対峙したりするほどの初志貫徹な性格だが、実は寂しがり屋の一面を持つ。
テヨトロ族族長の保護指令終結後は、「ソルテ＝テヨトロ」名義で三門高校に転入した。制服は独自の物（セーラー服）を着用している。
トシュ
ソルテの弟。「姉を守りたい。」という思いから、姉と一緒に行動をしていた。
その正体は、祖父によって作られた土人形。寂しがり屋である姉の側にいてもらいたいという願いに応じ、片時も姉から離れることなく過ごしてきた。
「カラス」が擬態したソルテに首を切断されるが、ソルテの助けを乞う願いが届くと同時に土と同化。「大量破壊兵器」と化し、姉を傷つける全ての物に対し、殺戮や破壊を行うまでに発展してしまう。暴走が治まったあとは、姉に「自身の存在を消してもらいたい。」という願いと共に「掟を破ってまでも、外の世界で出てほしい。」と提言し、一葉の「言語言葉」発動により消滅する。

### その他マスターランク及び関係者
サカリー＝マサカド
現行の傭兵制度を作り上げ、最初にマスターランクに到達した男。
最高指揮官にして最強の兵士。
アン＝シムーナの元夫だが結婚指輪は肌身離さず身に付けていた。しかし、サユリ＝ヒグチの手によって殺され、指輪は彼女のもとにある。
フリーダ＝デット
元軍医。マスターランクNo.2。
後ろに束ねた白い長髪と顎鬚が特徴。現役時代は戦場の名医として腕を振るっていた。
ラーニー＝カプール
フリーダの専属看護師にして同伴者。傭兵ランクはA。
シモーネ＝バルツォ
傭兵兼戦場カメラマン。マスターランクNo.9。
職業柄、様々な被写体を撮影することが癖になっている。
ハナコ＝バルツォ
シモーネの助手にして同伴者。傭兵ランクはC。
黒髪とそばかすが特徴の小柄な少女。

## 用語
E.L.S（Echo Location Skill、反響定位技能）
イルカやコウモリが持つ特殊感知方法である反響定位を戦闘技能で応用した能力。その能力を身に付けると、聴覚感度が上り、生物の呼吸や心拍音、さらには銃の種類や残り弾数まで把握できる。ただし、「音消し」「音飛ばし」といった音を遮る技には通用しない。
この能力は元々、マスターモリトが、戦いで視力を失った弟子のサーリムに伝授したもので、のちに、それをマスターした彼がトーラへこの能力が伝授された。
子供部屋（チャイルド・ルーム）
戦場で戦う人材を育成するために、特別な子供を養成する機関。あらゆる、非人道的な行為を行っていたが、守人の手によって消滅されるものの、残存していたデータ・スポンサーとサユリ＝ヒグチの「兵士として最も優秀な兵士とは?」の見解が一致したことから再建され、現在は彼女主導のもとで運営されている。
死語（デッド・ランゲージ）
全世界に8千種以上ある言語のうち、その使用者がいなくなり、存在が廃れてしまった言語のこと（＝言葉が死ぬこと）。言語は、最速で2週間に1種類の割合で廃れている。
テヨトロ族
中米に位置する少数民族。その一族が住む森は大地の神と称されるテヨトロ神によって守護されている。そのため、土から巨大な手を出現させるなど森自体を「動かす」ことができ、テヨトロ族以外の一般人は方向感覚がマヒして普通に歩くことすらままならない。
テヨトロ語
絶滅危惧言語の一つ。テヨトロ神との対話に使われる言語。テヨトロ族の血を引く者の体へ特殊な図柄を描く、すなわちボディペイントすることで「大きな力」を自由に操ることができる。
言語墓場（ランゲージ・グレイブ）
死語を解読することができる一葉の特殊能力。その能力の覚醒により、ロストクローバー現象が発生し、一葉の心が崩壊するきっかけとなった。
三門高等学校
警護を要する者が通う高校で、極力、兵隊の常駐や監視カメラを排除し、普通の学校と差異のない環境で安全を提供する方針を採っている。在校生は全て、政治家や大手企業会長、政治的・社会的地位にある技術者・科学者の子供、または子供本人が地位・技能を持っている者である。
ロストクローバー現象
一葉が、アフリカ地方のクローバーが自生していた小さな村の遺跡で発見されたプレートを言語墓場で解読した直後、一気に村全体が消滅した現象のこと。

## 書誌情報
- 山口ミコト（原作）・作画（D.P）『ガン×クローバー』KADOKAWA〈ドラゴンコミックスエイジ〉、全12巻（2018年1月9日現在）
  1. 2012年10月9日発売 ISBN 978-4-04-712834-7
  2. 2013年2月9日発売 ISBN 978-4-04-712857-6
  3. 2013年8月9日発売 ISBN 978-4-04-712891-0
  4. 2014年2月9日発売 ISBN 978-4-04-070024-3
  5. 2014年8月9日発売 ISBN 978-4-04-070260-5
  6. 2015年1月9日発売 ISBN 978-4-04-070453-1
  7. 2015年7月9日発売 ISBN 978-4-04-070632-0
  8. 2016年1月9日発売 ISBN 978-4-04-070797-6
  9. 2016年7月9日発売 ISBN 978-4-04-070955-0
  10. 2017年1月7日発売 ISBN 978-4-04-072143-9
  11. 2017年6月9日発売 ISBN 978-4-04-072319-8
  12. 2018年1月9日発売 ISBN 978-4-04-072572-7